# Whitespace

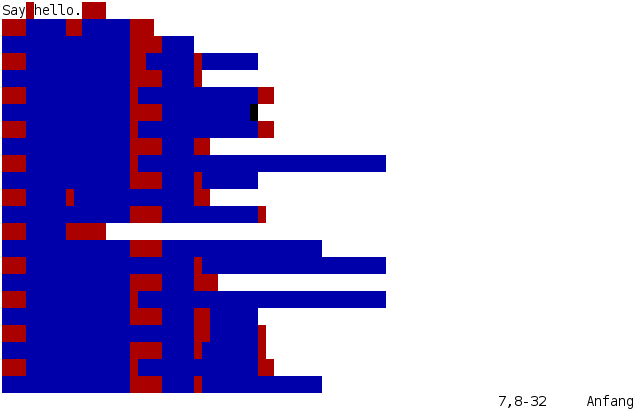
Whitespace z kolorowaniem składni

Whitespace – ezoteryczny język programowania stworzony przez Edwina Bradiego i Chrisa Morrisa, który do zapisu instrukcji wykorzystuje tylko tzw. „białe znaki” (ang. white space), czyli spacje, tabulatory i znaki nowej linii, a wszelki tekst jest komentarzem. Jego premiera odbyła się 1 kwietnia 2003 r.